# Rudicica, Timiș
Rudicica (maghiară Ruzicskatelep) este un sat în comuna Moșnița Nouă din județul Timiș, Banat, România. Cătunul datează din a doua jumătate a secolului XIX și aparține de satul Urseni.
În Rudicica există:
- persoane ce locuiesc în permanență circa 380 de persoane
- case locuibile circa 70
- o cruce ce datează din anul 1902

Utilități:
- drum pietruit
- rețea de apă potabilă
- rețea de internet